# 餌付け

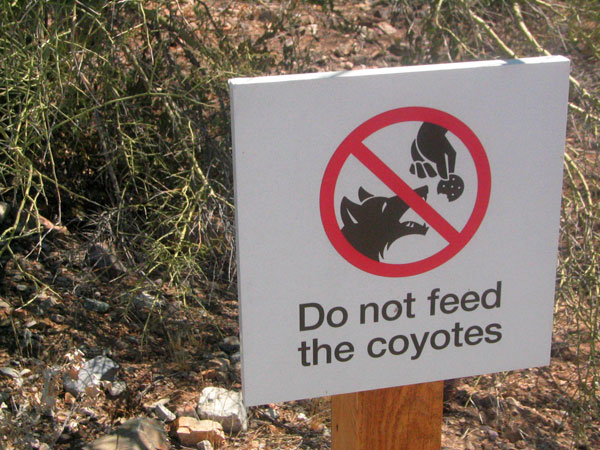
コヨーテへの餌付け禁止の看板。同様に野生動物に餌を与えないでくださいという注意看板は多くの場面で提示される。

餌付け（えづけ）とは、野生動物、あるいは野生由来の動物に人為的な餌を食べるように仕向ける、あるいはそれに慣れさせることである。目的は餌を与えることそのものか、それによって人間に対する警戒をゆるめさせることにある。野生動物に対する場合と、飼育動物に対する場合がある。
2021年3月2日、「特別地域」と「集団施設地区」でクマやサルなどの野生動物に餌付けをすると罰金を課せられる自然公園法の改正案が閣議決定された。国会で成立すれば、「来春」から施行される。

## 概説
野生の動物に人為的に餌を与える場合というのはさまざまな場合がある。概して野生の動物は人間に警戒心を持つから、人為的な餌はすぐに受け取られるとは限らない。しかし方法を選び、時間をかければしだいに食べるようになる。これが餌付けである。しかし、同時に人間への警戒心を低下させて危険動物が近寄りやすい状況を生み出したり、栄養失調、摂食に関する行動が変化するといったことも起こる。それらがどのようなことを生むかは状況次第である。
なお、単に動物に餌を与えるという意味では給餌（きゅうじ）という語もあり、意味はやや異なる。給餌は単に餌を与えることであるのに対して、餌付けにはそれを介して人に慣れさせる意味合いが強い。ただし不用意な給餌は餌付けと変わらないため、両者の区別は微妙である。
大きく場面を分けた場合、飼育下の場合と野生状態の場合がある。

## 飼育下の場合
野生の動物の飼育を始める場合、動物にとっては全く異なった状況下での生活が始まることになる。その際、餌を食べさせられるかどうかは飼育開始時の大きな関門であり得る。特に哺乳類や大型鳥類など心理的に発達した動物は精神的ストレスで餌を取らないケースがあり、極端な場合はそのまま餓死にいたる。あるいは特殊な餌の取り方をするものでは、飼育下でそれを再現できないために餌をとれない例もある。
両生類や爬虫類では、餌が動かないと食べない例もある。生き餌を常に確保できればいいのであるが、簡単ではない。また、飼育して確保できる生き餌があっても、同じものばかりでは飽きられる例もあり、このような場合には人工飼料など、より入手しやすいがすぐには食べない餌を食べさせたい。このような餌の変更の場合にも餌付けと言われることがある。たいていは始めは生き餌と一緒に与えるなどして馴らせる。

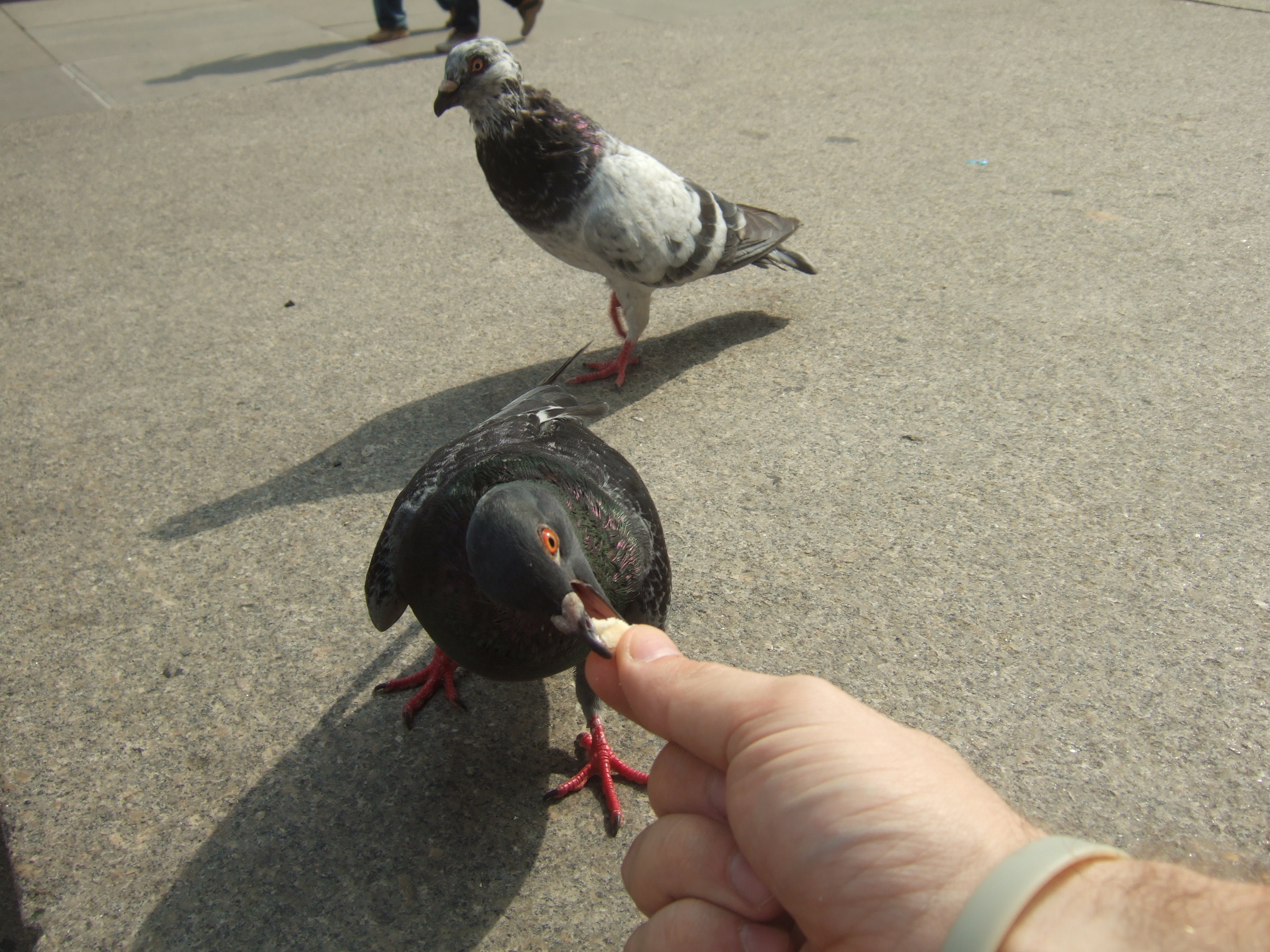
手から餌をとるドバト（ニューヨーク）

さらに、単に食べさせるだけでなく、人間の手から食べるようにさせるのを餌付けという例もある。水族館などでこれを行い、観客にその様子を見せる『餌付けショー』を行っている例がある。

## 野生動物に対する例
野生動物に対して餌付けが行われるのは、大きくは二つの目的がある。給餌による保護を目的とする場合と、観察を容易にするためである。

### 保護を目的とする場合
希少動物に対して、餌を与えて保護を行う場合がある。この場合、あまり人為的な形態を取らないのが普通で、特に近年ではこのような配慮が強くされるようになった。それでも、野鳥関係などでは、鳥の目の前で餌を撒くような簡単な手法が取られる例が多い。
（※餌付け#問題点も参照）

### 観察を目的とする場合

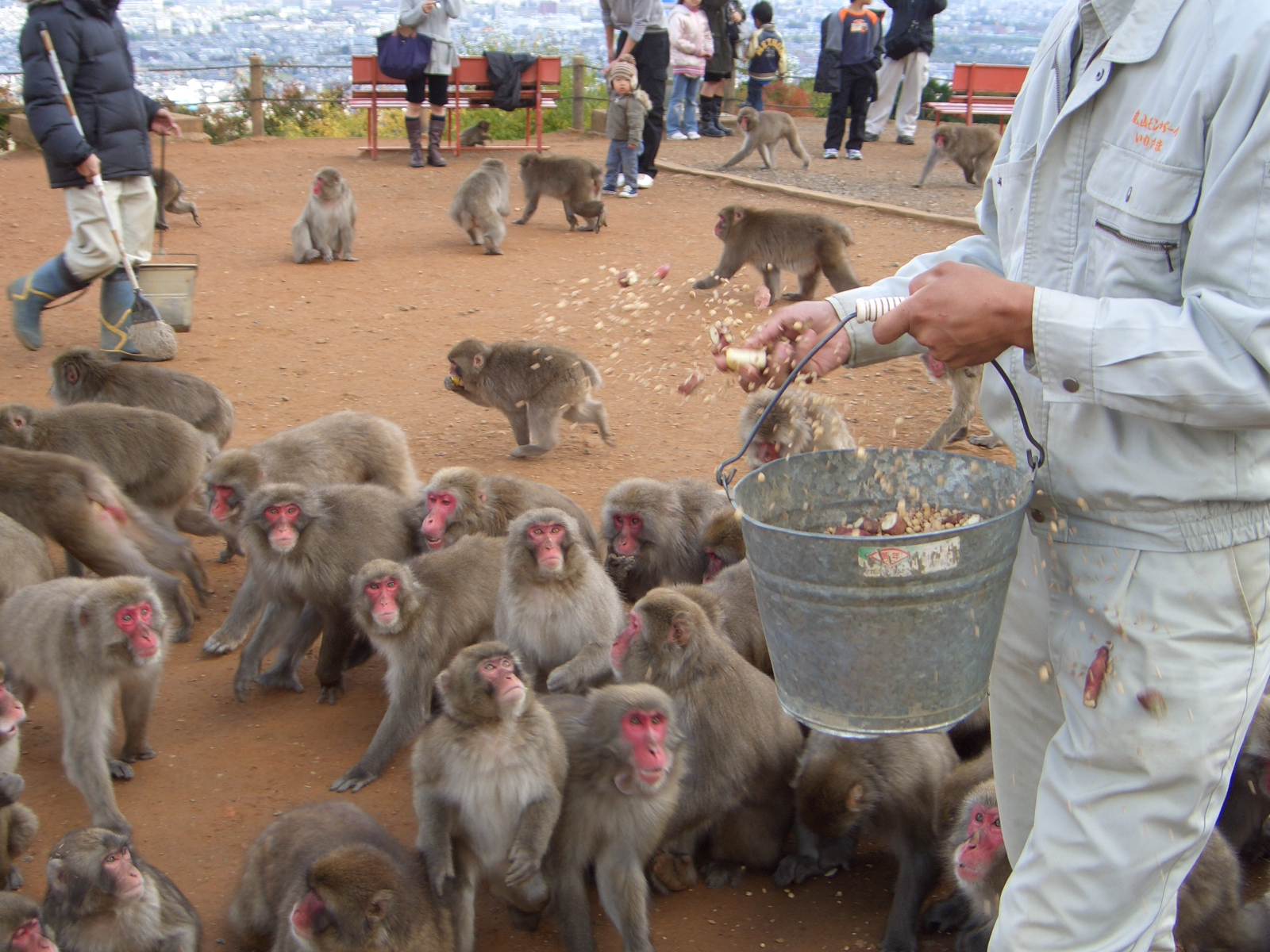
ニホンザルの餌付け （嵐山モンキーパークいわたやま）

動物を観察しやすくすることを目的として餌付けが行われることもある。むしろ餌付けという言葉が似つかわしいのはこちらかもしれない。餌でおびき寄せてその姿を見る、あるいはそれによって継続観察をする。科学的な研究のための場合もあれば、見物のための場合もある。特に観光のための場合もあり、これは別に後述する。以下のような例が有名である。
- 鳥に餌をやる例

庭に給餌台を設けて果物などを置き、庭に小鳥を呼び寄せることはよく行われる。子供用の鳥類図鑑などでも砂場や水場とともに餌台を置く事が解説されており、鳥を観察するためのごくありふれた方法と見なされていることが分かる。近年ではデジタルカメラブームの中で、それによる鳥類撮影のために餌を与えておびき寄せる形の餌付けを行っている例もある。
- ニホンザルの場合

今西錦司の一派はニホンザルに餌を与え、餌場にある程度の時間滞在させ、また人間の接近を許させることによって猿の行動を詳しく観察し、個体識別の上で継続調査を行うことを可能とした。このような調査として有名なのは幸島と高崎山である。この研究方法によって画期的な成果を上げ、後にこの方法を用いて世界の猿の研究に手を広げた。
幸島では1950年に川村俊蔵と伊谷純一郎がニホンザル研究を始め、当初はサルの群れを追って山中を歩いたが、ほとんど成果が上がらず、群れの数すら分からなかった。そこで1952年に餌付けを開始、最初は島内のあちこちに餌を置き、それがなくなっているのを確認しながら、次第に餌の場所を減らし、最後は開けた砂浜の一つの餌場に群れを呼び出すことに成功した。餌付け開始から四カ月かかったと言う。なお、この時の餌はサツマイモであったが、実はこの群れは以前にサツマイモを食べた経験がある。見慣れない餌の場合には餌付けにはもっと時間がかかることもある。幸島ではミカンを食べるようになるのに一カ年がかかった。
- その他の例

様々な動物の研究で餌を置いて誘引することはよく行われる。深海など生物の密度が低いところでも、餌で誘引することがある。ただしこれらの多くは一時的なものである。

### 観光目的の例
動物に餌をやることはそれによって集まる動物を見物する目的で行われる場合もある。

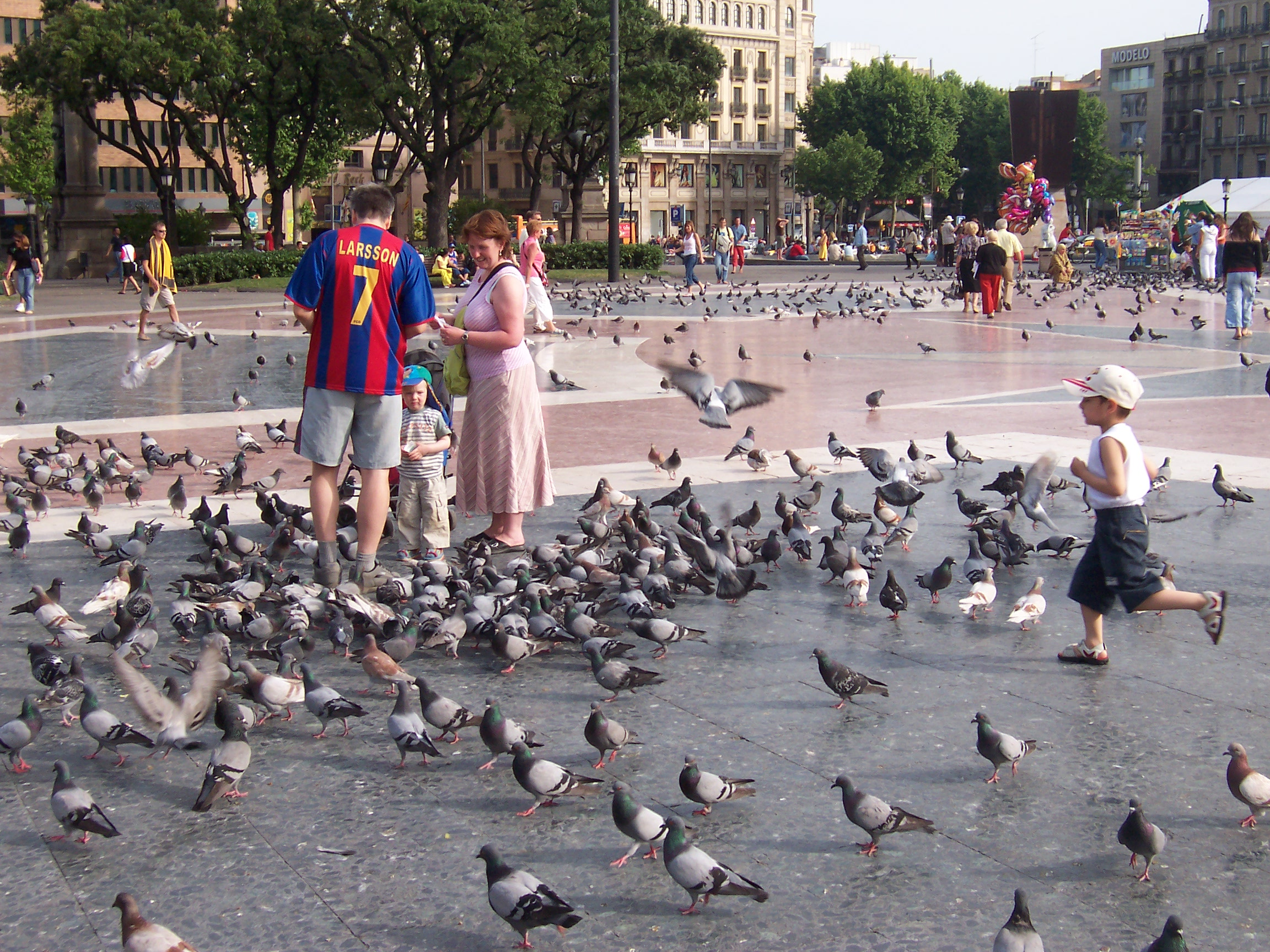
餌をもらいに集まる鳩の群れ（バルセロナ）

公園でハトに餌をやるのは日本ではごく普通に各地で見られる。そのための餌を販売することもあちこちで見られ、観光に一役買っている。同様に小鳥に餌を与えて呼び寄せることは世界各地に見られるようである。オーストラリアの公園ではインコ類の群れが集まって、大変やかましいらしい。その他、出水ツル渡来地に見られるように、渡り鳥の渡来地で給餌を行うこともあちこちで行われている。
自然公園等において、餌付けによって動物を呼び、観光にする例もある。古くは奈良公園でもシカに鹿煎餅をやっている。上記のようなサルの餌付けの地も観光に転用された例があり、他でも餌付けによって集めたサルを観光の対象とする地が各地に現われた。
海洋リゾートでは潜水ツアーなどでえさを与えて魚を集める例はよくある。特殊な例としては、タイ(タヒチ？）のボラボラ島やモルディブ、タヒチなどでサメやエイ、ウツボなど、特殊なもの、危険な魚を餌付けしてあり、これを見せるのが有名である。

### 家畜化を目的とする場合
歴史上では、野生動物を家畜化するために、長期間にわたり餌付けをして人間や人間社会に慣れさせていった例もある。イヌがその典型例だといわれており、オオカミに長期間にわたって餌付けをすることで人懐っこいオオカミの個体群が形成され、その個体群がイヌの起源になったと言われている。

### 無意識の餌付け

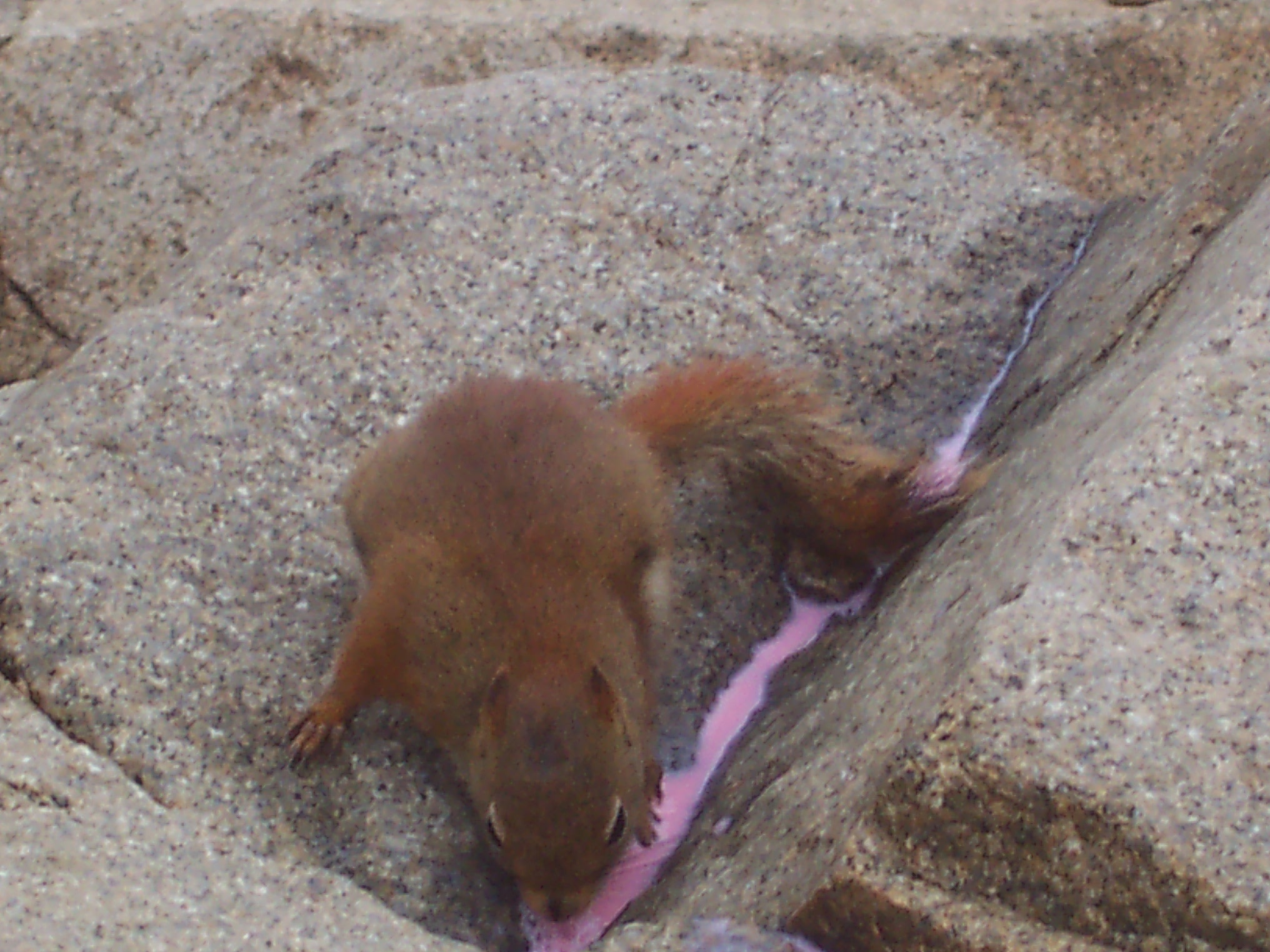
こぼれたイチゴミルクを飲むリス。（アーカディア国立公園）

野生動物被害との関連で問題になっているものに意識しない餌付けがある。たとえば果実畑において、出荷されなかった果実を畑の片隅に放置すれば、動物がこれを食べにくることが考えられる。その結果この果実はその動物の餌のリストに加えられ、また畑は採食の場と認識されることになる。結果として畑の作物で餌付けをしたのと同じことになるであろう。
また、過疎によって人目が少なくなったことから、お墓のお供え物や庭先の柿、ゴミ捨て場の残飯なども動物が食べに来やすくなったこともこのような効果をもつ。
また、例えばキャンプの際の食物ゴミなどを安易に放置すれば、これも動物が食べることがある。結果として、人間のそばに餌があることを動物が学習すると、それがクマであればクマが人間のいる場に接近する原因となり、ひいては接触による事故を増加させる恐れがある。そのため、自然公園などでは食物や残飯の処理に注意するように指導されている例がある。（※後述の問題点も参照）

## 問題点
飼育下でこれを行う場合は、さほど問題はない。目的が飼育であるから、その成功のためにはあらゆる方法が試されていい。ただし野生動物を一時的に保護した場合など、野生に戻すことを前提とする場合、それによって行動などに変化が起きることは避けなければならないだろう。
野生動物の場合、問題は大きく多様である。
- 餌を与えることで、動物の食料は確保される。特に冬季の食料不足は個体数の減少に結び付くことが多く、給餌の効果が高い。しかしこれによって生存率が上がることは、自然な個体数調節が機能しなくなることでもある。結果的にその動物の大発生、害獣化を引き起こすことがある。渡り鳥の渡来地で餌を与える場合、それが個体数増化に直接に関与するかどうかは定かではないが、往々にしてその地域への渡来個体の急増が見られる。

- 餌付けによって動物が人間に慣れることの危険もある。出されたものを食べるだけなら問題はないが、食べ物の要求に限界はない。慣れてくれば当然残飯も漁るであろうし、人家に入り込んで餌を探すこともあり得る。サルの場合、日光での例のように観光客から強奪するものすら現われる。そうなればこれは害獣扱いをせざるを得ない。しかし、この区別は動物にとって無意味であり、その判断をせよと言うのが無理な話なのである。一旦このようになった場合、再び人間への警戒心を持たせるのもなかなか難しいようである。

- 平成ころより日本の山里において野生動物の農業被害がひどくなったとの声をよく聞くようになっている。シカやイノシシ、ニホンザルなどによって畑の作物が食べられてしまうというもので、その理由はさまざまに言われるが、一つの原因に無意識的な餌付けが挙げられる。山村の過疎化によって、人手が少なくなったことから、果実などの取り残しが増加し、これを野生動物が食べる機会が増加したため、言わば餌付けされたのだというのである。人目が少なくなったことも野生動物が人里に近づくことを容易にしたとも考えられ、この傾向を後押ししたであろう。これに対する対応策として、取り残しの果実などを回収するボランティア活動が行われている地域もある。

- ニホンザルの研究においては餌付けによって観察が容易になり、それによって猿の社会学は格段の進歩を見た。しかしながら、現在ではこれによって得られた多くの知見が見直しを迫られている。これは、餌付けによって群れが定住化したこと、また餌の安定によって群れの規模が大型化したことなどからサルの社会そのものが野生状態から変化してしまったことも理由のひとつである。

例えば高崎山では餌付け開始時(1950ころ)には群れはひとつで個体数は約200であった（これはニホンザルの群れ頭数としてはこの時点でも飛び抜けて大きい）。しかし、四年後には既に300個体を越え、その年の成熟雌の妊娠率は約80%、産児数83頭に対して乳児死亡数はわずかに3であった。1957年には500頭を越え、サルによる周辺の農業被害も広がり始めた。この時点で「間引き」が検討され始めている。現在では三群に分かれたこの地域のサルの個体数は2000頭にも達している。
日本においては基本的には、野生動物の餌付けをする事には、なんら法的な問題は無いが、上記のような問題を引き起こす危険があり、それに対する配慮と覚悟は持っているべきであり、気軽に行うべきではないであろう。もっとも、地域によっては条例で餌付けに規制がかけられている例もある。栃木県日光市や福島市や群馬県みなかみ町ではサルへの餌付け、神戸市ではイノシシへの餌付け、東京都荒川区では野良猫への餌付けが条例で規制されている。
また、餌やりにより、集まってきた動物が糞を撒き散らすようになるなど、近隣住民が迷惑を被るケースも多い。

### 鳥類の場合
鳥が相手の場合、人は鯉に餌やりを行う感覚で餌を気軽にやってしまう傾向が強い。日常レベルでも鳩に餌を撒いたり、池のカモに餌を撒いたりという風景がごく普通に見られる。これらが餌付けかどうかは議論が分かれるかもしれないが、他の動物に対してはまず見られない景色である。
一部では餌付けと給餌を区別する議論もある。ボランティアや一部の環境団体、観光目的の地元団体が掲げるには、餌付けは動物を寄せて楽しむ行為であり、それに対して給餌は動物の保護を目的とするものであり、自然保護の一環であるとする。しかし、その例とされる出水ツル渡来地の状況を見ても、その餌量は膨大であり、それが人為的影響を大きく与えないような配慮とは考え難い。いずれにしても、渡り鳥が係留する湖沼のCOD・BODは餌の食べ残しや糞でその許容量を超え、湖沼の水質汚染の原因にもなっている。近年温暖化も加えて渡り鳥の繁殖量が増加し、このような問題が表面化してきている。なお、冬場の田畑に渡り鳥が係留する場合は籾や害虫、水路の藻を食べてくれる、糞が落ち田畑の窒素元になってくれるなどの益鳥の面もある。このことからも、餌付けによって渡り鳥を呼び寄せるのではなく、元から田畑にあるに自然物による利用など里山の環境保全によって渡り鳥を呼び寄せるほうがはるかに環境負荷も少なく適材適所に問題点も解決できる。
さらに、問題をややこしくしたのが鳥インフルエンザであった。遠距離を移動する渡り鳥が病原体の移動にかかわる可能性から、2007年、あちこちの自治体で渡り鳥の餌付けを中止、あるいはそれを行う団体への中止申し入れなどがあった。このことで餌付けの是非が議論されたが、それは餌付けそのもののあり方を問題としたものではなかった。このように鳥類の餌付けは環境汚染の一因ともなっていることから、環境保護とはかけ離れている現状がある。
他、餌やりによってハトなどの糞害に悩まされるようになり、注意したところ、逆に餌やりがエスカレートするようになったとして、裁判沙汰となり、餌やりをエスカレートさせたことが、注意した住民に対する嫌がらせと認定され、一定範囲での餌やりの差し止めと、慰謝料が認定されたケースがある。

### 熊の餌付けによる死亡事故
20年間アラスカで野生動物の写真を撮り続けて、ヒグマに対して愛情を持ち、習性を熟知していたベテランカメラマン星野道夫が、平成8年（1996年）ロシア・カムチャツカ半島クリル湖でのテレビ番組の取材に同行したとき、テントの中で睡眠中ヒグマに襲われて死亡したケースが有名である。彼を襲った熊は、テレビ撮影を目的として地元テレビ局のオーナーが餌付けしていた個体であることが判明している。通常野生の熊は、人を恐れて一定の距離を保とうとするが、問題の個体は人を恐れずに近づいてくる異常な行動を見せていた。死亡事故が発生する一週間ほど前に、一行がその個体と遭遇したとき、大声を上げて威嚇しても怯まず逃げようとしなかったため、石を投げて追い払ったあとで、星野道夫は「イヤな奴だな」と呟いて、その不自然な挙動を指摘していた。人間との距離感が麻痺してしまった野生動物との遭遇は、事故が起こりやすい。

## 保全生態学的観点
保全生態学の観点からは、保護を目的とする餌付けはあってはならない行為である。この分野では、そこに存在する生態系そのものを守り育むことを目指す。その視点に立てば、餌付けは単にある動物だけを選択的に保護するだけでなく、対象とする動物とその餌生物の間の関係をも破壊することである。保護のためにその種を捕獲して人工的に飼育する必要がある場合には餌を与えることはやむを得ないが、その場合でも後に野生に戻すことを考えれば、ヒトから餌を受け取ることに慣れる餌付けという形ではなく、自然状態に近い給餌法が模索されるべきである。このように、個人・ボランティア問わず真に鳥獣保護を考えて行うのであれば、安易な動物への餌やりは的外れであると気づくべきである。

## 転用
人間関係においても、食事をおごったり、食品を贈ったりして信頼関係を築くことを「餌付け」ということがある。揶揄的な表現である。

## リンク
- 餌付け・給餌活動の問題点の整理 - 厚岸水鳥観察館
- 野生動物への餌付け防止のお願い - 東京都環境局 緑の創出と自然環境の保全
- 調査と事業の報告「野生動物への餌づけを考える」シンポジウム報告集ができました - ナキウサギの鳴く里づくりプロジェクト協議会
- クマやサルなど野生動物への餌付け防止について - 環境省 野生鳥獣の保護管理